# Pah
Pah (també apareix com Pa) fou un petit estat tributari protegit del prant de Gohelwar a l'agència de Kathiawar, presidència de Bombai, format per un poble amb dos tributaris separats. Els ingressos estimats eren de 255 lliures dels que unes 30 eren pagades com a tribut al Gaikwar de Baroda i 24 al nawab de Junagarh. La població de l'estat era de 416 habitants el 1872 i de només 300 el 1881.
La capital Pah estava a uns 3 o 4 km a l'oest de Jesar